# Nturime
Nturime är ett vattendrag i Burundi.   Det ligger i provinsen Ruyigi, i den centrala delen av landet, 120 km öster om huvudstaden Bujumbura.
I omgivningarna runt Nturime växer huvudsakligen savannskog. Runt Nturime är det ganska glesbefolkat, med 32 invånare per kvadratkilometer.